# (35054) 1983 WK
1983 WK (asteroide 35054) é um asteroide da cintura principal. Possui uma excentricidade de 0.28476890 e uma inclinação de 13.42206º.
Este asteroide foi descoberto no dia 28 de novembro de 1983 por Edward L. G. Bowell em Anderson Mesa.